# George de Hevesy
George Charles de Hevesy, geboren als Hevesy György, ook bekend als Georg Karl von Hevesy (Boedapest, 1 augustus 1885 – Freiburg im Breisgau, 5 juli 1966) was een Hongaars scheikundige die belangrijk was in de ontwikkeling van traceermethodes. Hierbij worden radioactieve stoffen als tracers gebruikt om chemische processen te bestuderen, bijvoorbeeld het metabolisme van dieren. Hiervoor kreeg hij in 1943 de Nobelprijs voor Scheikunde.

## Biografie
Hevesy was het vijfde van de acht kinderen van de raadsheer Lajos (Louis) Bischitz en barones Eugénie (Jenny) Schossberger. Hij groeide op in Boedapest waar hij onderwijs genoot aan het Piariska Gimnázium en die hij in 1903 afrondde. Hij studeerde scheikunde voor een jaar aan de universiteit van Boedapest (1903/04) en enkele maanden aan de universiteit van Berlijn voordat hij terechtkwam op de universiteit van Freiburg. Daar kwam hij in contact met Ludwig Gattermann, een Duits scheikundige op het gebied van organische en anorganische scheikunde.
In 1906 startte hij zijn promotieonderzoek onder supervisie van Georg Franz Julius Meyer; twee jaar later promoveerde hij bij hem met een proefschrift over het chemische gedrag van natriumhydroxide in gefuseerd natriummetaal. Aansluitend kreeg Hevesy een aanstelling bij ETH Zürich. Na twee jaar vertrok hij naar de Technische Hogeschool in Karlsruhe om te werken met Fritz Haber. Al snel realiseerde hij zich dat hij niet over de benodigde onderzoekstechnieken beschikte voor de elektronenemissiestudie die Haber voor hem had opgezet.
Met toestemming van Haber liet Hevesy zich overplaatsen naar de Universiteit van Manchester, waar hij zich aansloot bij de groep van Ernest Rutherford. Daar werkte hij nauw samen met Frederick Soddy, Henry Moseley, Hans Wilhelm Geiger en raakte bevriend met Niels Bohr. Het was hier dat hij met zijn onderzoek begon dat hem de rest van zijn leven zou bezighouden en het was Rutherford die hem de weg wees.
De Australische regering had Rutherford honderd kilo radioactief lood gegeven waarvan bekend was dat de radioactiviteit werd veroorzaakt door "radium D" (210Pb), een vervalproduct van radium. Hevesy kreeg van Rutherford de taak om het radium-D te scheiden van al het lood. Gedurende vele maanden probeerde hij elke scheidingstechniek uit die hij kende, zonder resultaat. Wat Hevesy toen niet wist is dat radium-D een radioactieve isotoop van lood is, die met chemische scheidingstechnieken niet te isoleren is van gewoon lood.
Omdat hij het niet kon scheiden besloot hij radium-D te gebruiken om de loop van lood te volgen in chemische processen. Samenwerkend met Friedrich Adolf Paneth van het Weens Instituut van Radiumonderzoek kon hij in 1913 nauwkeurige oplossingsstudies uitvoeren van loodzouten door een insignificante hoeveelheid radium-D te mixen met loodzout. Door het percentage radioactiviteit gevonden in de oplossing te meten kon hij de exacte hoeveelheid opgeloste stof bepalen. Hij en Paneth lieten zien dat de elektrochemische eigenschappen van radium-D identiek waren aan die van lood, waardoor ze het groeiende bewijs vergrootten van het bestaan van isotopen.
In 1913 keerde Hevesy terug naar Hongarije, waar hij een tijdje werkzaam was als docent aan de universiteit van Boedapest voordat hij diende in het Oostenrijks-Hongaarse leger gedurende de Eerste Wereldoorlog. Na de oorlog werd hij hoogleraar te Boedapest, waar hij zijn loodtracerwerk voortzette. De politieke situatie in Hongarije viel in hoog tempo uiteen en in 1920 accepteerde hij dan ook dankbaar de uitnodiging van Bohr om naar diens Instituut van Theoretische Fysica in Kopenhagen te komen.
Om meer te leren over röntgenspectroscopie wendde hij zich voor hulp naar de Nederlandse natuurkundige Dirk Coster. Samen gingen ze in 1923 op zoek naar element 72, dat volgens Niels Bohrs interpretatie van het periodieke stelsel een overgangsmetaal moest zijn, vergelijkbaar aan zirkonium. Uit Noors zirkoonerts isoleerden Hevesy en Coster het onbekende metaal, dat de naam hafnium kreeg – naar de Latijnse naam voor Kopenhagen.
Datzelfde jaar keerde Hevesy terug naar zijn werk met radioactieve loodtracers, en voor de eerste keer paste hij deze techniek toe in de biologie om de opname van lood in peulzaden te bestuderen. Dit werk werd in 1924 gepubliceerd, hetzelfde jaar dat hij Pia Riis huwde die hem drie dochters en een zoon zou schenken. Twee jaar later verhuisde het gezin naar Freiburg, waar hij aan de universiteit aldaar röntgenfluorescentie ontwikkelde als analysegereedschap. Vanwege het opkomende nationaalsocialisme in Duitsland besloot hij in 1934 terug te keren naar Kopenhagen.

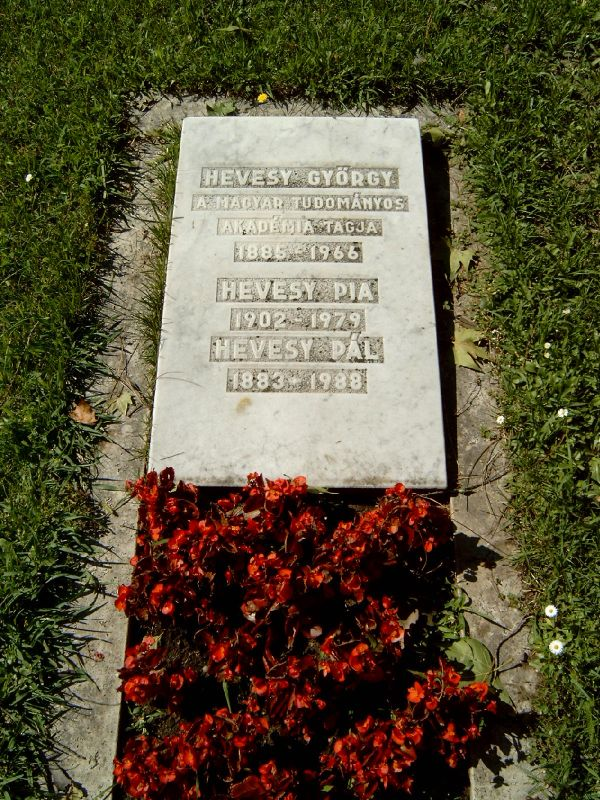
Het graf van De Hevesy

In de tussentijd was zwaar water (deuterium, een isotoop van waterstof) beschikbaar gekomen en Hevesy besloot in Kopenhagen om deze niet-giftige isotoop te gebruiken voor het bestuderen van de dierlijke en menselijke fysiologie.
In 1934 slaagde het Franse echtpaar Irène en Frédéric Joliot-Curie erin om kunstmatige radioactieve isotopen te maken door niet-radioactieve elementen te beschieten met alfadeeltjes. Hevesy greep al snel deze nieuwe techniek aan om radioactief fosfor-32 te maken uit zwavel en dit in te zetten als tracer-element. Fosfor is een belangrijk spoorelement voor de dierlijke fysiologie en een aantal ontdekkingen volgde al snel na het gebruik ervan als tracer, waaronder de dynamische uitwisseling van serum en botfosfor en de synthese en verspreiding van DNA en RNA. Deze ontdekkingen vormden de basis van hoe lichaamschemie functioneert.
Fosfor-32 was slechts het eerste element dat Hevesy introduceerde als radioactieve tracer. Andere waren calcium-45, kalium-42, natrium-24, chloor-38 en koolstof-45. Ter erkenning van deze verdienste werd hij in 1943 onderscheiden met de Nobelprijs voor de Scheikunde. Overschaduwd door de Tweede Wereldoorlog kreeg deze bekendmaking weinig publieke bekendheid.
Toen in 1940 Denemarken door de Duitsers werd bezet, wist Hevesy naar Zweden te ontsnappen, waar hij van 1943 tot aan zijn emeritaat hoogleraar was in de organische chemie te Stockholm. Voor zijn vertrek loste hij de gouden Nobelprijzen van Max von Laue en James Franck op in koningswater om te verhinderen dat ze gestolen zouden worden door de Duitsers. Hij zette de oplossing op een plank in zijn laboratorium op het Niels Bohr-instituut. Na de oorlog vond hij de oplossing terug en kon hij het goud terugwinnen. De Nobelstichting goot de prijzen opnieuw uit het herwonnen goud.
Hij overleed na een lang ziekbed op 5 juli 1966 in een kliniek te Freiburg.

## Erkenning
Naast de Nobelprijs werd Hevesy ook onderscheiden met de Copley Medal (1949) van de Royal Society, de Faraday Medal (1950), de Silvanus Thomson Medal (1955) en de Niels Bohr Medal (1961). In 1959 ontving hij de Ford Foundations Atoms for Peace Award. Hij was lid van de Royal Society, de Zweedse Academie van Wetenschappen, de Gothenburg Akademie en elf andere genootschappen.